# يوزو (نبات)
يوزو هي فاكهة حمضية ونبات من عائلة السذابيات من أصل صيني. تم زراعته بشكل أساسي في شرق آسيا، ومؤخرًا تمت زراعته في نيوزيلندا وأستراليا وإسبانيا وإيطاليا وفرنسا. يُعتقد أنه نشأ في وسط الصين باعتباره هجين ( (بالصينية: 莽山野橘) ) من نوع فرعي من برتقال الماندرين وإتشانغ بابيدا.

## وصفه
تشبه هذه الفاكهة اليوسفي الأصفر بقشرة غير متساوية ويمكن أن تكون صفراء أو خضراء اعتمادًا على درجة النضج. فاكهة اليوزو، ذات الرائحة العطرية القوية، تتراوح عادة بين 5.5 و 7.5 سـم (2.2 و 3.0 بوصة)، ولكن يمكن أن تكون بحجم حبة جريب فروت عادية أو أكبر. يكون اليوزو على شكل شجرة صغيرة، والتي عادة ما تحتوي على العديد من الأشواك الكبيرة، تتميز أوراقه بوجود أعناق كبيرة تشبه الأوراق، تشبه أوراق شجر الليمون ماكروت وشجر البابيدا، وهي ذات رائحة قوية. كما يشبه اليوزو فاكهة سوداشي، وهي حمضيات يابانية من محافظة توكوشيما، وهي مزيج من اليوزو واليوسفي في كثير من النواحي، على الرغم من أنه على عكس السوداشي، عندما ينضج اليوزو يتحول إلى اللون البرتقالي وهناك اختلافات دقيقة بين نكهات الفاكهة. 

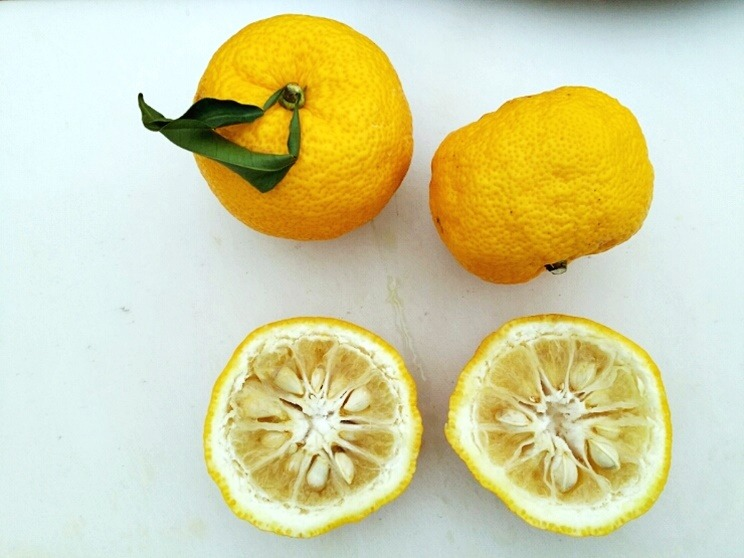
فاكهة اليوزو وثماره
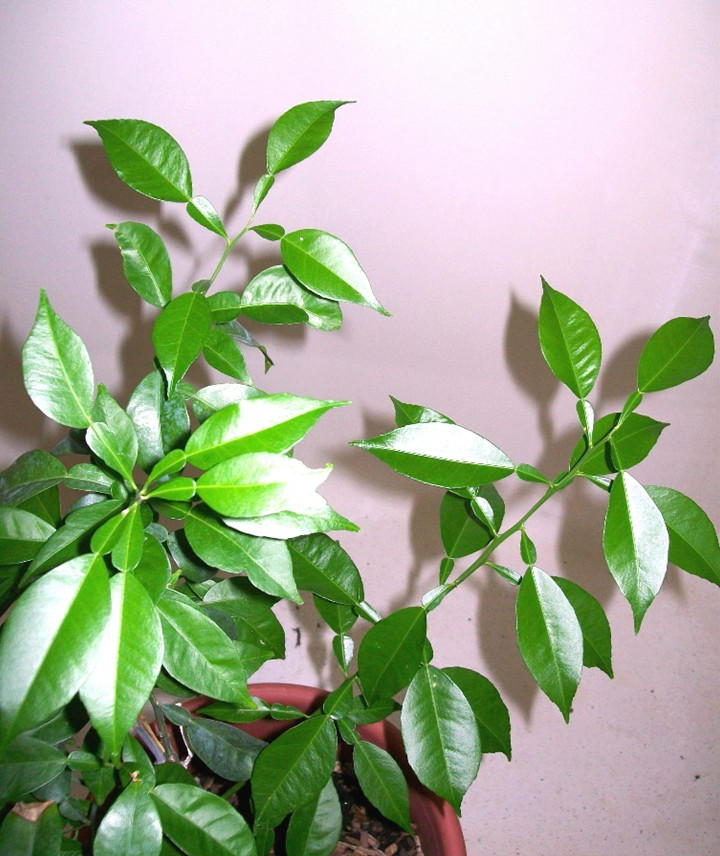
أوراق اليوزو
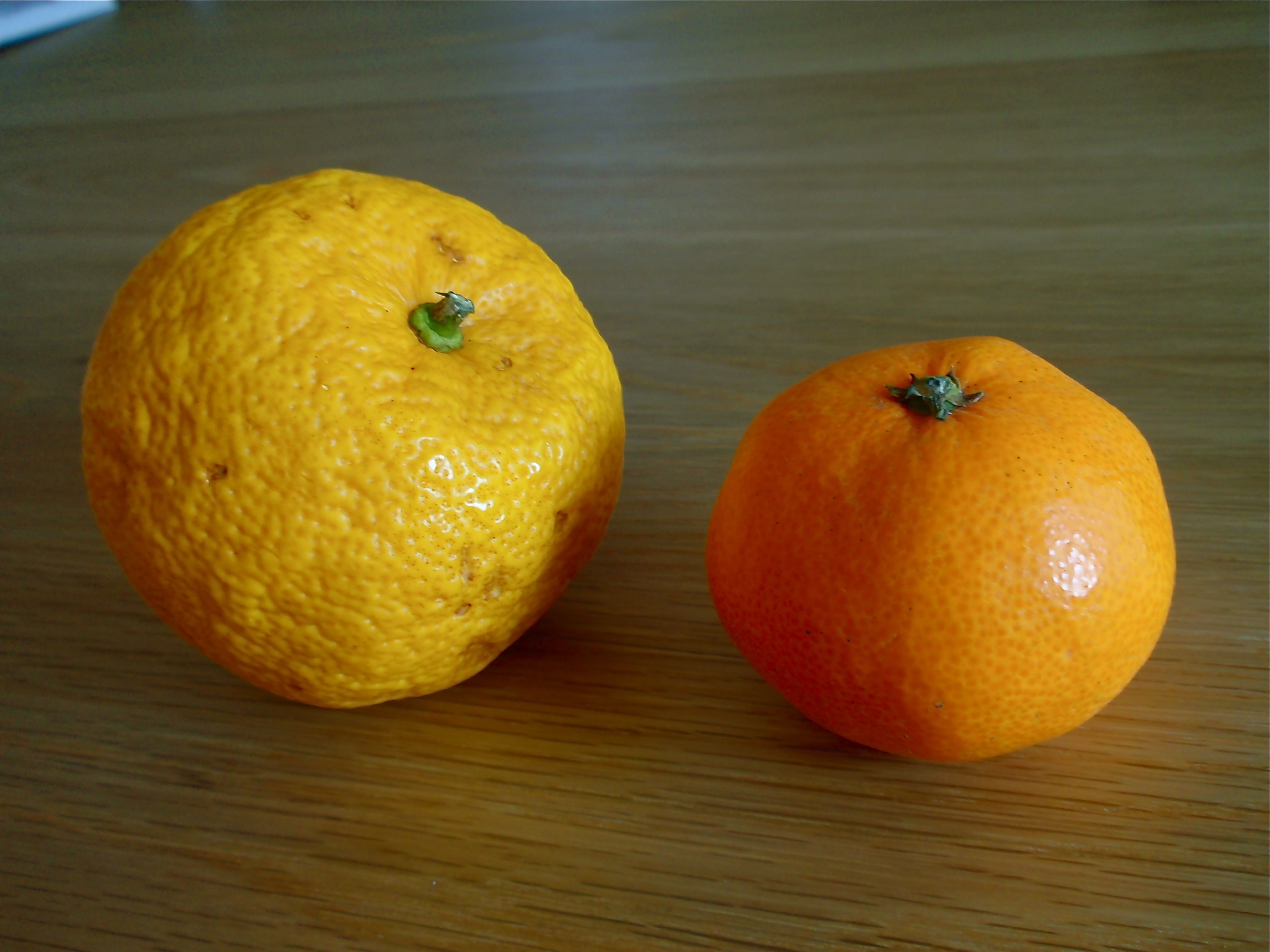
يوزو (يسار) مقارنة باليوسفي (يمين)

## زراعته
نشأ اليوزو ونما بريًا في التبت ووسط الصين. تم إدخاله إلى اليابان وكوريا خلال عهد أسرة تانغ ولا يزال يُزرع هناك. إنها تنمو ببطء، وتتطلب عادة عشر سنوات حتى تؤتي ثمارها. لتقصير مدة الإثمار، يمكن تطعيمها على الكاراتشي، برتقال ثلاثي الأوراق. يمكن زراعتها في المناطق التي تصل فيها درجات الحرارة الشتوية إلى −7 °م (19 °ف) مئوية. حيث لا تنمو الحمضيات الأكثر حساسية.

## أصناف وفواكه مماثلة
في اليابان، هناك نسخة زينة من اليوزو تسمى "زهرة يوزو" تُزرع أيضًا من أجل أزهارها بدلاً من فاكهتها. نوع حلو من اليوزو يُعرف باسم yuko، وهو نوع موجود فقط في اليابان، أصبح معرضًا للخطر بشكل كبير خلال السبعينيات والثمانينيات، وقد بُذلت محاولة كبيرة لإحياء هذا الصنف في جنوب اليابان. هناك نوع آخر من اليوزو في اليابان، ذو قشرة ذات نتوءات، يسمى shishi yuzu (獅子柚子، literally "lion yuzu").
دانجيوجا، وهي فاكهة حمضية كورية من جزيرة جيجو، غالبًا ما تعتبر نوعًا من اليوزو بسبب شكلها ونكهتها المتشابهة، ولكنها وراثيًا مجموعة متنوعة من الجريب فروت.

## استخدامه

### شرق آسيا

#### اليابان

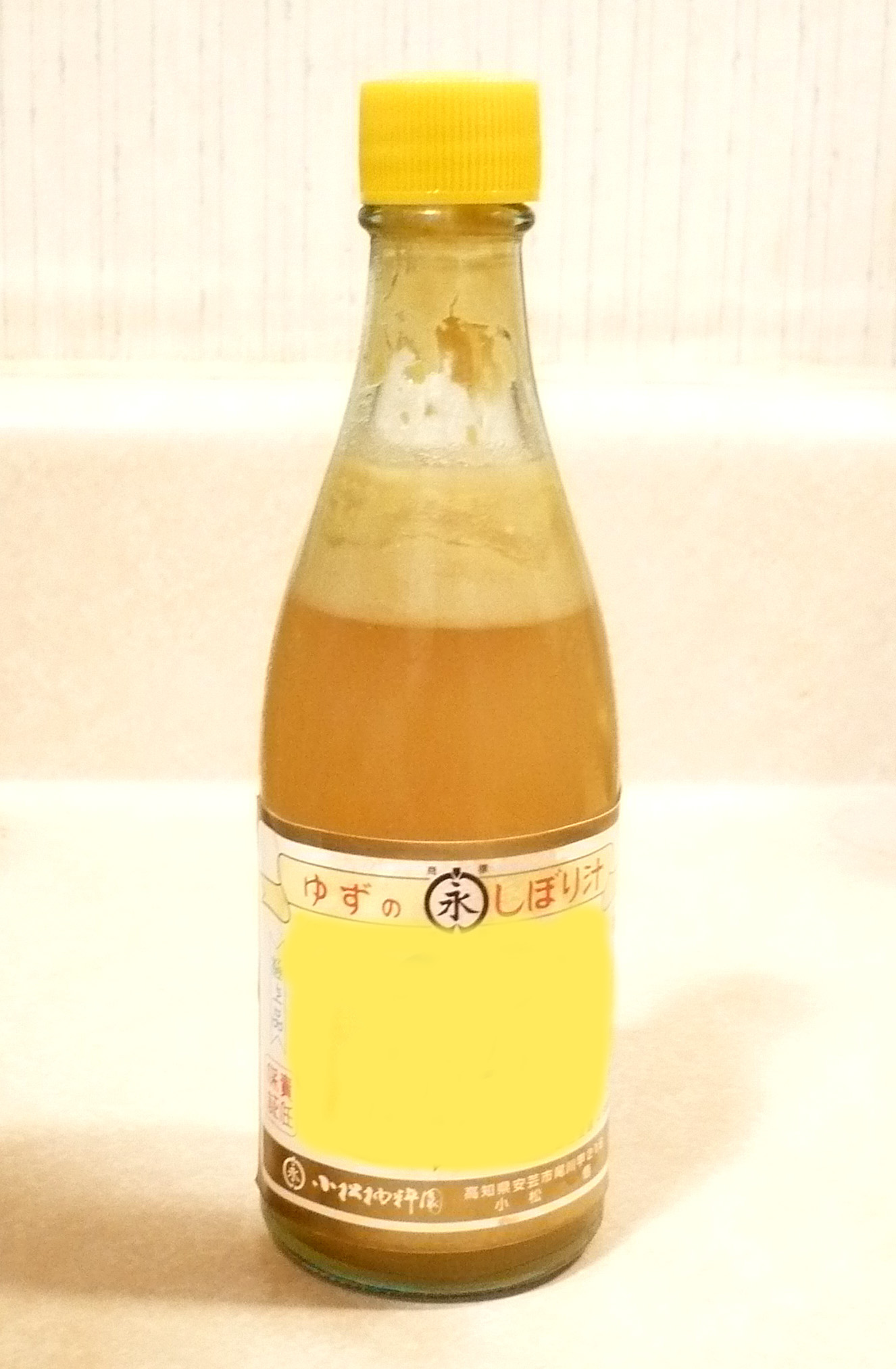
زجاجة من خل اليوزو

يبلغ الإنتاج المحلي لليوزو حوالي 27000 طن (2016). على الرغم من أنه نادرًا ما يتم تناوله كفاكهة، إلا أن اليوزو يعد مكونًا شائعًا في المطبخ الياباني، حيث يتم استخدام القشر العطري (القشرة الخارجية) والعصير بنفس الطريقة التي يتم بها استخدام الليمون في المطابخ الأخرى. نكهة اليوزو لاذعة وعطرة، تشبه إلى حد كبير نكهة الجريب فروت، مع لمحات من نكهة اليوسفي.
إنه مكون أساسي (إلى جانب السوداشي والدايداي وغيرها من الفواكه الحمضية المماثلة) في صلصة البونزو المعتمدة على الحمضيات، كما يتم إنتاج خل اليوزو أيضًا. غالبًا ما يتم دمج اليوزو مع العسل لصنع نوع من الشراب يستخدم لصنع شاي اليوزو، أو كعنصر في المشروبات الكحولية مثل حامض اليوزو. كما يتم تصنيع صلصة يابانية حارة مصنوعة من قشر يوزو الأخضر أو الأصفر، والفلفل الحار الأخضر أو الأحمر، والملح.
يتم استخدامه لصنع الخمور والنبيذ. تُستخدم قشور اليوزو المقطعة لتزيين طبق بودنغ البيض اللذيذ والمالح المسمى تشاوانموشي، بالإضافة إلى حساء ميسو. يستخدم اليوزو في صنع مجموعة متنوعة من الحلويات، بما في ذلك المربى والكعك. يتم استخدامه على نطاق واسع في نكهة العديد من منتجات الوجبات الخفيفة، مثل دوريتوس.

#### كوريا
في المطبخ الكوري، يستخدم اليوزو بشكل شائع لصنع مربى وشاي. يمكن صنعها عن طريق إضافة السكر إلى اليوزو المقشرة والمنزوعة اللب والمقطعة إلى شرائح رقيقة، يمكن تحضير شاي اليوزو عن طريق خلطه الماء الساخن. كما يتم تصنيع حلوى شائعة باستخدامه. اليوزو هو أيضًا مكون شائع في الطعام الغربي على الطريقة الكورية، مثل السلطات.

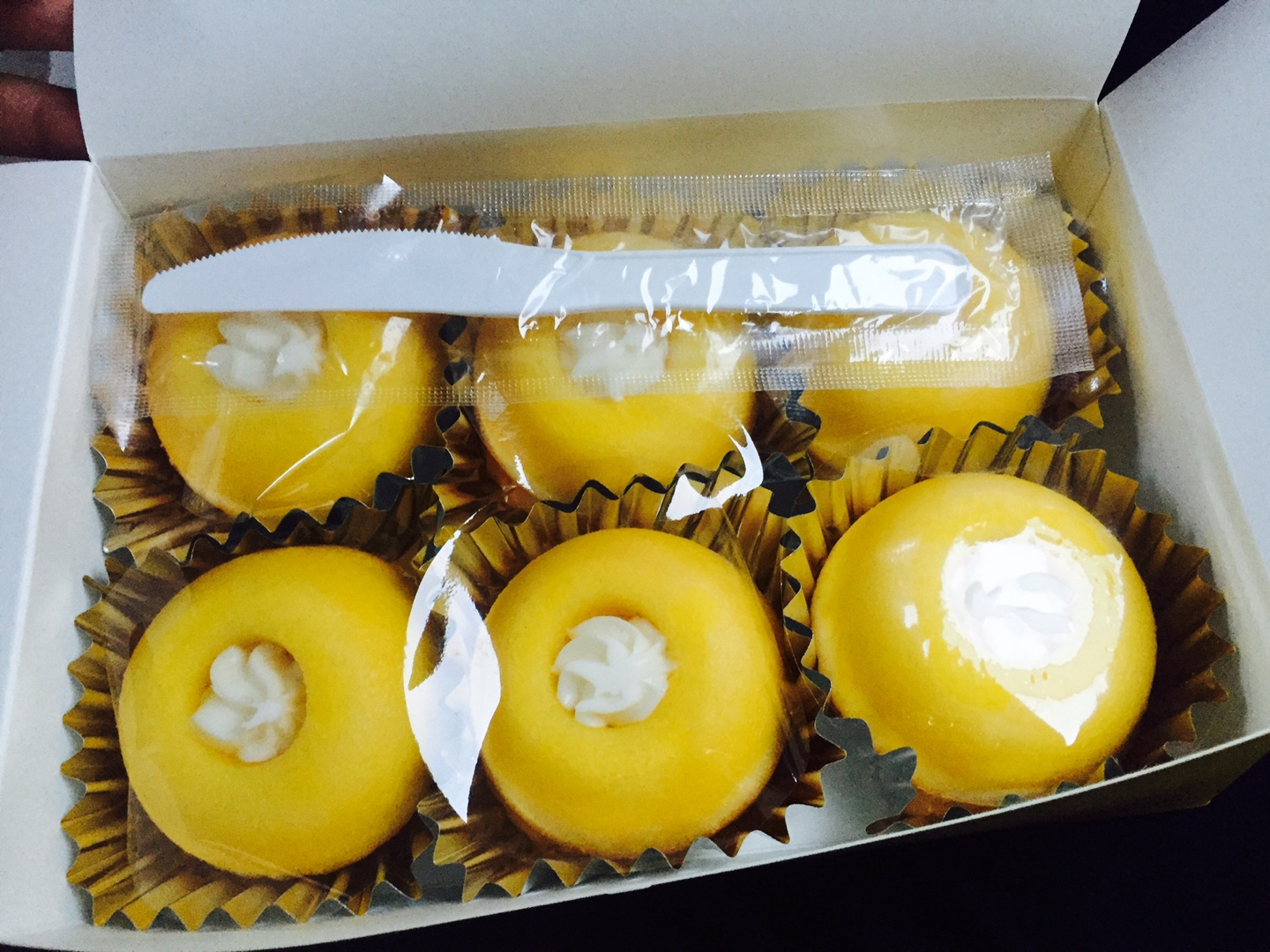
خبز اليوزو يباع في يوسو
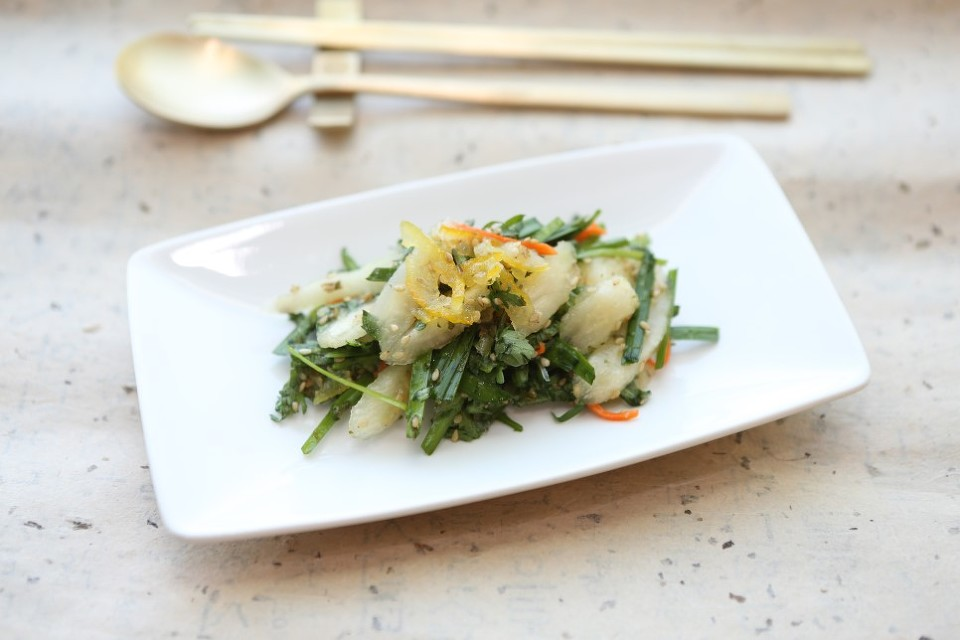
سلطة اليوزو
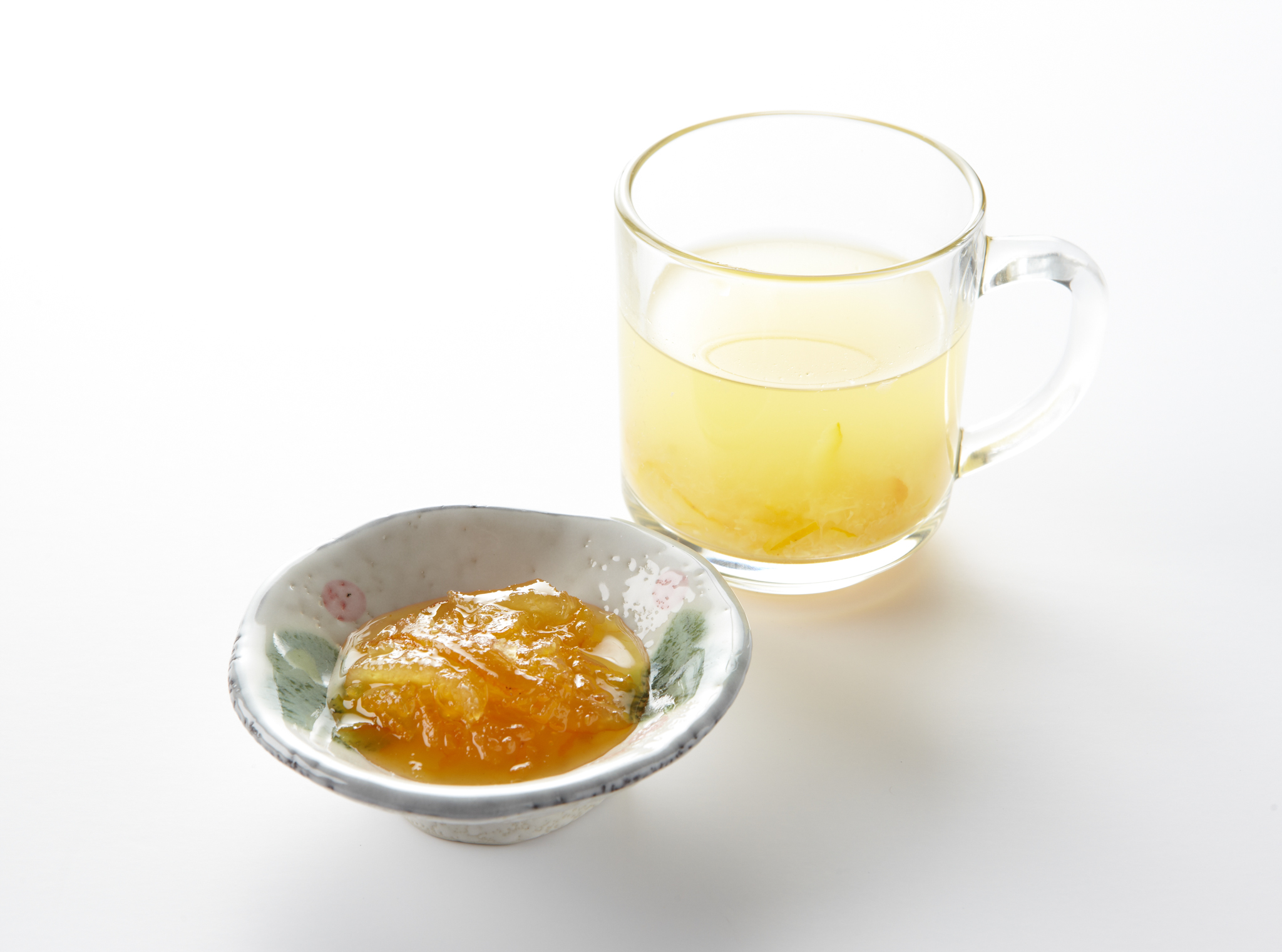
شاي ومربى اليوزو

#### استخدامات أخرى

##### حمامات يوزو
يُعرف اليوزو أيضًا برائحته القوية المميزة، ويتم تسويق الزيت المستخرج من قشرته على أنه عطر. في اليابان، يعد الاستحمام باليوزو في يوم توجي عادة تعود إلى أوائل القرن الثامن عشر على الأقل. يتم طفو ثمار اليوزو كاملة في الماء الساخن للحمام، وفي بعض الأحيان يتم وضعها داخل كيس من القماش، مما يؤدي إلى إطلاق رائحتها. يمكن أيضًا تقطيع الفاكهة إلى نصفين، مما يسمح لعصير الحمضيات بالاختلاط بماء الاستحمام، ويقال إنها تحمي من نزلات البرد، وتعالج خشونة الجلد، وتدفئ الجسم، وتريح العقل.

##### استخدمها كخشب
غالبًا ما يكون جسم التاي بيونغسو، وهو مزمار كوري تقليدي، قريب من السونا الصينية أو الزورنا، مصنوعًا من خشب العناب أو التوت أو اليوزو.

##### في أماكن مختلفة
من أوائل القرن الحادي والعشرين، تم استخدام اليوزو بشكل متزايد من قبل الطهاة في الولايات المتحدة وغيرها من الدول الغربية، وحظي بالاهتمام في مقالة عام 2003 في صحيفة نيويورك تايمز. كما فرضت وزارة الزراعة في الولايات المتحدة حظراً على استيراد اليوزو الطازج، إلى جانب معظم نباتات الحمضيات من الخارج، بما في ذلك الفاكهة والأشجار. بهدف منع انتشار الأمراض المعدية بين المحاصيل المحلية. مع ذلك، نتيجة لإدخاله إلى كاليفورنيا في عام 1888، تمت زراعة اليوزو وأصبح متاحًا للبيع في الولايات المتحدة.